# 메흐디군
메흐디군(아랍어: جيه المهدي, Mahdi Army)은 2003년 6월 무크타다 알사드르가 창설하고 2008년 해체한 이라크 시아파 민병대이다. 메흐디군은 2004년 4월 4일 시아파 공동체가 이라크에서 미군을 상대로 최초로 대규모 무력 대결을 벌이면서 국제적인 명성을 얻었다. 이는 알-사드르의 신문 금지와 그에 따른 그의 체포 시도에 따른 봉기와 관련되었으며, 이는 6월 6일 휴전까지 지속되었다. 휴전 후에는 그룹을 해체하고 알-사드르의 운동을 정당으로 전환하여 참여하려는 움직임이 이어졌다. 무크타다 알사드르는 메흐디 군대의 전사들에게 먼저 공격받지 않는 한 사격을 중단하라고 명령했다. 2004년 8월 메흐디 군대의 도발적인 행동으로 인해 휴전이 깨졌고 새로운 적대 행위가 발생했다. 이 단체는 2008년 이라크 보안군의 탄압으로 해체됐다.
최고조에 달했을 때 메흐디 군대의 인기는 지방 정부, 경찰, 수니파 이라크인 및 그들의 지지자들과의 협력에 영향을 미칠 만큼 강력했다. 이 그룹은 이라크 경찰 사이에서 인기가 있었다. 2005년 이라크 선거에 출마한 국민독립간부 엘리트당은 군과 긴밀히 연관되어 있었다. 메흐디군은 죽음의 부대를 운영했다는 혐의로 기소됐다.
이 그룹은 급조폭발물(IED)을 포함한 다양한 경무기로 무장했다. 이라크 보안군과 연합군에 대한 공격에 사용된 IED 중 상당수는 1990년대 초반부터 중반까지 북아일랜드의 IRA가 널리 사용했던 기술인 적외선 센서를 트리거로 사용했다.
이 단체는 이라크 레반트 이슬람 국가에 맞서 싸우기 위해 2014년 사라야 알살람으로 반 부활했으며 2016년 현재까지 활동 중이다. 유르프 알 나스르(Jurf Al Nasr) 탈환과 제2차 티크리트 전투에 참여했다.

## 같이 보기
- 바드르 조직